# Shima Sakon
Shima Kiyooki (島 清興 Đảo Thanh Hưng) (9 tháng 6, 1540 - 21 tháng 10 năm 1600), thường được gọi là Shima Sakon (島 左近) (Đảo Tả Cận), là một samurai làm việc dưới trướng của Tsutsui, sau đó chuyển sang phục vụ cho Ishida Mitsunari.
Tại trận chiến Sekigahara, Shima là một trong những tướng lĩnh cấp cao trong hàng ngũ Ishida, điều khiển đơn vị 1.000 người. Một số nguồn nói rằng Shima đã dẫn đầu những người lính hỏa mai. Vào đầu cuộc chiến, ông bị thương do hỏa hoạn từ quân đội phía Tokugawa Ieyasu, và có thể rút lui ngay sau đó. Không có thông tin gì về việc ông đã hy sinh ở chiến trường hay đã trốn thoát, nhưng nhiều nguồn tin cho rằng ông đã chết vì bị thương một thời gian ngắn sau đó. Xác của ông không được tìm thấy, cho thấy có thể ông đã trốn thoát khỏi chiến trường và chết đâu đó gần Sekigahara, hoặc sống cuộc đời ronin.

## Sakon trong văn hóa đại chúng

Hình Sakon trong video game Samurai Warriors 2 của Koei

Sakon là một nhân vật chơi được trong Samurai Warriors 2, ông được mô tả là cựu thuộc hạ của Takeda Shingen và cầm một thanh mã tấu lớn đến kỳ dị. Cách thể hiện ông làm người ta lờ mờ nghĩ đến Elvis Presley, vì tóc mai dài và câu nói ("Thank you. Thank you very much.","Sakon... has left the battlefield."). Ông phải bị quân đội phía Đông đánh bại trong trận Kusegawa.
Ông cũng xuất hiện trong seri game Kessen.
Sakon xuất hiện trong Onimusha: Bình minh của những giấc mơ, ông bị Ophelia, một trong các Genma Triumvirate tẩy não. Tenkai Nankobo sử dụng năng lực thanh tẩy của mình để giải thoát Sakon khỏi bị tâm trí quỷ dữ.